# Idaea somnambula
Idaea somnambula là một loài bướm đêm trong họ Geometridae.